# (4668) Rayjay
(4668) Rayjay es un asteroide perteneciente al cinturón de asteroides, descubierto el 21 de febrero de 1987 por Henri Debehogne desde el Observatorio de La Silla, Chile.

## Designación y nombre
Designado provisionalmente como 1987 DX5. Fue nombrado Rayjay en honor al astrónomo Ray Jay, nacido en Sri Lanka y criado en Ray Jayawardhana, estudió en la Universidad de Toronto y es un reconocido escritor de ciencia.

## Características orbitales
Rayjay está situado a una distancia media del Sol de 3,013 ua, pudiendo alejarse hasta 3,382 ua y acercarse hasta 2,644 ua. Su excentricidad es 0,122 y la inclinación orbital 9,231 grados. Emplea 1910 días en completar una órbita alrededor del Sol.

## Características físicas
La magnitud absoluta de Rayjay es 12,1. Tiene 13,911 km de diámetro y su albedo se estima en 0,159.